# 佐藤政養

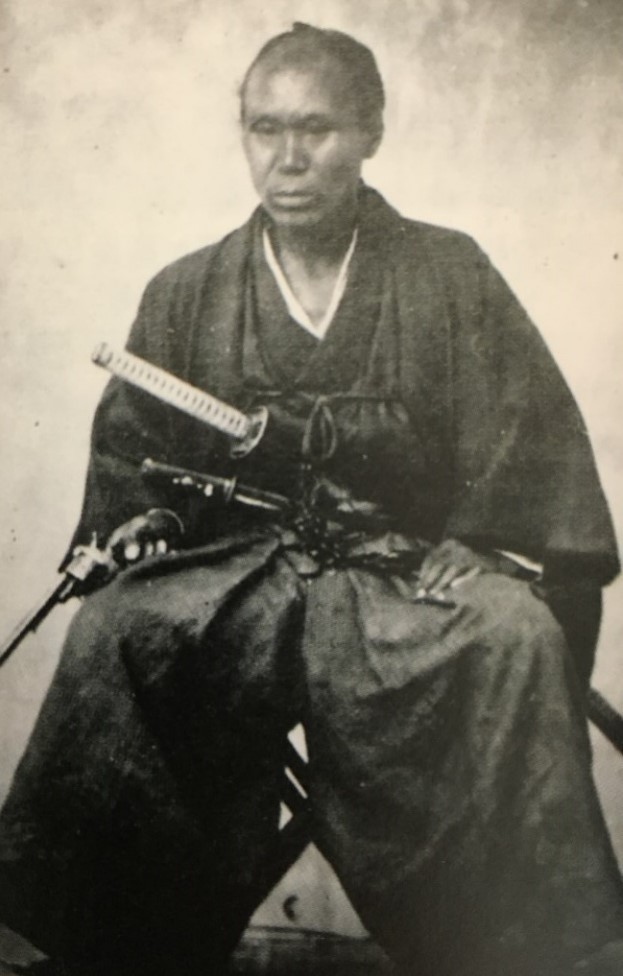
佐藤政養

佐藤 政養（さとう まさやす、文政4年12月（1821年） - 明治10年（1877年）8月2日）は、江戸時代末期（幕末）から明治初期の蘭学者、鉄道技術者。通称は与之助。号は李山。

## 経歴
出羽国飽海郡升川村（→直世村升川→現・遊佐町直世升川）の農民佐藤与兵衛の長男。
幼い頃から才気煥発で、1853年（嘉永6年）8月に上京し、勝海舟に砲術、伊藤鳳山に漢籍、佐藤恒俊に彫刻をそれぞれ学んだ。1855年（安政2年）庄内藩砲術方を命じられ、同年9月長崎海軍伝習所の生徒として長崎に至り、グイド・フルベッキに測量や軍艦操練を学ぶ。同年に庄内藩組外徒士格、江戸幕府軍艦操練所蘭書翻訳方として役付きとなった。
1862年（文久2年）に大坂台場詰鉄砲奉行、1864年（元治元年）に神戸海軍操練所を司り、14代将軍徳川家茂の大坂港視察に帯同した。また幕閣に神奈川に代わる横浜開港を建議した。
明治維新後は民部省の初代鉄道助となり、日本初の鉄道路線となる新橋 - 横浜間の鉄道敷設に尽力した。また、1870年（明治3年）に小野友五郎と共に東海道の調査を行い、中山道の線路敷設を提案した調査報告書を上申、この案が中山道幹線敷設に繋がった。
1876年（明治9年）5月、病気により依願免官し、翌1877年（明治10年）8月2日に55歳で死去。墓所は東京都港区の青山霊園にある。1928年（昭和3年）従四位。

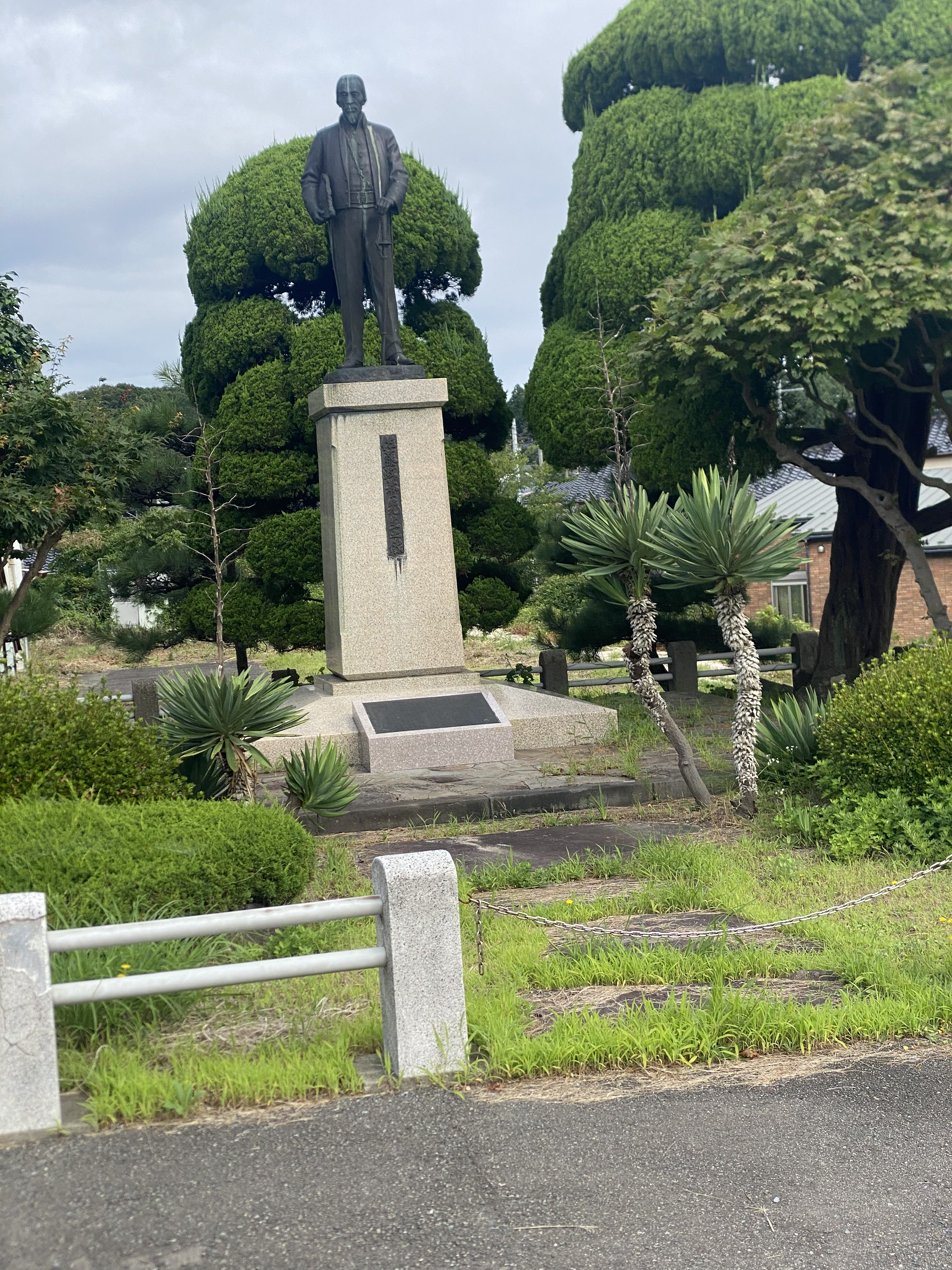
吹浦駅前の銅像

1964年（昭和39年）、国鉄吹浦駅前に銅像が建てられた。地元では、鉄道の日である毎年10月14日に顕彰祭を行っている。

## 関係史料
- 参考文献『日本国有鉄道百年史 2』口絵に佐藤の写真と文書が紹介されており、「鉄道助佐藤政養が高級技術者として新橋・横浜間および大阪・神戸間の鉄道建設に従事していたとき書き残した意見書類は、当時の鉄道建設事情を知るうえに貴重な資料である。この佐藤政養文書（8巻）は、昭和38年鉄道記念物に指定され、現在交通博物館に保存されている」と記されている。